# 모니카 르윈스키

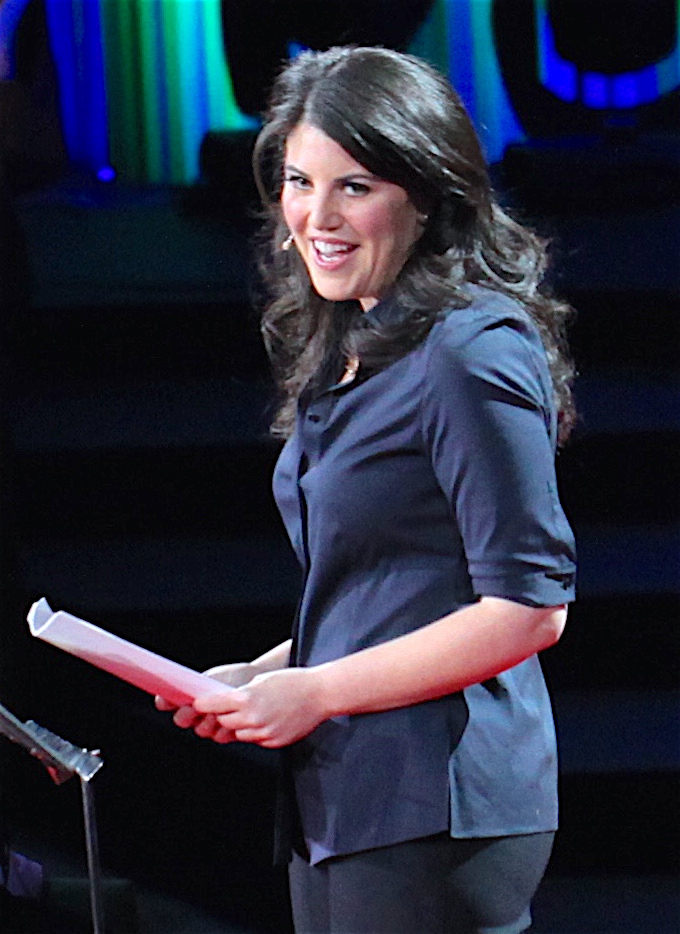
르윈스키, 2015년 TED 강연

모니카 사밀레 르윈스키 (영어: Monica Samille Lewinsky, 1973년 7월 23일~)는 미국의 백악관에서 인턴으로 일하고 있던 중 당시 대통령 빌 클린턴과의 성적 관계로 유명해진 여성이다. 그녀와 클린턴의 관계의 스캔들은 "모니카 게이트" 혹은 르윈스키 스캔들로 불린다. 르윈스키 사건은 1997년 빌 클린턴의 탄핵의 발단이 되었다. 빌 클린턴 당시 대통령은 모니카 르윈스키와의 성접촉을 부인했으나, 펠라치오 사실이 드러나자, 펠라치오를 받은 것은 성접촉이 아니라고 변명하였다.

## 같이 보기
- 빌 클린턴
- 르윈스키 스캔들